# Dolihil-difosfooligosaharid—protein glikotransferaza
Dolihil-difosfooligosaharid---protein glikotransferaza (EC 2.4.99.18, dolihildifosfooligosaharid-protein glikoziltransferaza, asparagin N-glikoziltransferaza, dolihildifosfooligosaharid-protein oligosahariltransferaza, dolihilpirofosfodiacetilhitobioza-protein glikoziltransferaza, oligomanoziltransferaza, oligosaharid transferaza, dolihildifosforiloligosaharid-protein oligosahariltransferaza, dolihil-difosfooligosaharid:protein--asparagin oligopolisaharidotransferaza, STT3) je enzim sa sistematskim imenom dolihil-difosfooligosaharid:protein--asparagin N-beta-D-oligopolisaharidotransferaza. Ovaj enzim katalizuje sledeću hemijsku reakciju
dolihil difosfooligosaharid + [protein]--asparagin {\displaystyle \rightleftharpoons } dolihil difosfat + glikoprotein sa oligosaharidnim lancom vezaim N-beta-D-glikozilnom vezom za protein L-asparagin
Ova reakcija se odvija kod eukariota koji formiraju glikoprotein transferom glukozil-manozil-glukozamin polisaharida na bočni-lanac L-asparaginskog ostatka u sekvenci -Asn-Xaa-Ser- ili -Asn-Xaa-Thr- (Xaa, a ne Pro) u polipeptidnim lancima.

## Literatura
- Nicholas C. Price; Lewis Stevens (1999). Fundamentals of Enzymology: The Cell and Molecular Biology of Catalytic Proteins (Third изд.). USA: Oxford University Press. ISBN 019850229X.
- Eric J. Toone (2006). Advances in Enzymology and Related Areas of Molecular Biology, Protein Evolution (Volume 75 изд.). Wiley-Interscience. ISBN 0471205036.
- Branden C; Tooze J. Introduction to Protein Structure. New York, NY: Garland Publishing. ISBN 0-8153-2305-0.
- Irwin H. Segel. Enzyme Kinetics: Behavior and Analysis of Rapid Equilibrium and Steady-State Enzyme Systems (Book 44 изд.). Wiley Classics Library. ISBN 0471303097.
- William P. Jencks (1987). Catalysis in Chemistry and Enzymology. Dover Publications. ISBN 0486654605.

## Spoljašnje veze
- Dolichyl-diphosphooligosaccharide---protein+glycotransferase на 